# 좀비랜드 사가
좀비랜드 사가(ゾンビランドサガ)는 MAPPA와 에이벡스 피쳐스와 Cygames가 공동으로 제작한 일본의 애니메이션이다.
2018년 10월부터 12월까지 AT-X에서 전 12화로 방영되었다. 2021년 4월부터 6월까지 제2기인 좀비랜드 사가 리벤지(ゾンビランドサガ リベンジ)란 타이틀로 방영되었다.

## 줄거리
2008년 4월, 아이돌을 꿈꾸는 소녀 미나모토 사쿠라는 도쿄의 아이돌 오디션을 보기로 결심하고 우송하는 신청서를 한 손에 들고 등교하려고 집을 나서자마자 경트럭에 치여 버린다.
2018년, 한 서양관에서 기억을 잃은 채 눈을 뜬 사쿠라는 갑자기 좀비 떼에 휩쓸려 당황해 서양관에서 탈출하는데,경찰에게 총을 맞고 자신도 좀비화하고 있다는 것을 깨게 된다. 거기에 나타난 청년 타츠미 코타로로부터 사가현의 인지도를 올리기 위한 기획 '좀비랜드 사가 프로젝트'의 현지 아이돌로서 자신을 포함한 7명의 소녀(니카이도 사키,콘노 준코,호시카와 리리,미즈노 아이,야마다 타에,유우기리)가 손재주가 똑같이 되살아났다는 것을 알게 된 사쿠라는 사가현의 인지도를 높여 생전의 기억을 떠올리기 위해 노력한다.